# Copa de la CEB
La Copa de la CEB o Copa de la Confederation of European Baseball  es el campeonato de clubes de béisbol que se disputa desde 1993 entre los mejores equipos de Europa que no consiguen clasificarse para la Copa Europea de Béisbol. Desde 2008 también incluye a los campeones de Copa de cada nación, que antiguamente competían en la Recopa de Europa de béisbol. También a partir de 2008, los dos primeros clasificados pasan a disputar la Final Four de béisbol junto con los dos mejores equipos de la Copa Europea de Béisbol para proclamar al Campeón de Europa. 

## Formato de competición
Primero se compite en una fase de clasificación, para acceder a la fase final de 8 equipos, las semifinales y la final. Posteriormente, campeón y subcampeón acceden a la Final Four

## Palmarés
| Año  | Sede            |                           | Primero                    | Segundo                   | Tercero |
| ---- | --------------- | ------------------------- | -------------------------- | ------------------------- | ------- |
| 2007 | Croacia         | Fútbol Club Barcelona     | Heidenheim Heideköpfe      | Tigers de Toulouse        |         |
| 2006 | España          | Keltecs Karlovac          | Solingen Alligators        | Templiers de Sénart       |         |
| 2005 | República Checa | Zagreb BC                 | Marlins Puerto de la Cruz  | Fürth Pirates             |         |
| 2004 | Alemania        | Marlins Puerto de la Cruz | Solingen Alligators        | CB Tranas                 |         |
| 2003 | Croacia         | Cologne Dodgers           | Kelteks Karlovac           | Rojos de Candelaria       |         |
| 2002 | España          | Sokol KRC Praha           | CB Oskarshamns             | Paris Université Club     |         |
| 2001 | Francia         | Technika Brno             | Lions de Savigny-sur-Orge  | Cologne Dodgers           |         |
| 2000 | Italia          | Nettuno Baseball Club     | GB Ricambi Modena          | Barracudas de Montpellier |         |
| 1999 | España          | GB Ricambi Modena         | C.A.D. Irabia Béisbol      | Szentendre Sleepwalkers   |         |
| 1998 | Rusia           | GB Ricambi Modena         | Lions de Savigny-sur-Orge  | C.A.D. Irabia Béisbol     |         |
| 1997 | España          | Bbc Grosseto              | CSKA PVO Balashikha        | C.A.D. Irabia Béisbol     |         |
| 1996 | Italia          | Juventus 48 Torino        | CB Caserta                 | Kovo Mac Source           |         |
| 1995 | Italia          | Nettuno Baseball Club     | Honkbalclub Allen Weerbaar | C.A.D. Irabia Béisbol     |         |
| 1994 | Francia         | Rimini Baseball           | C.A.D. Irabia Béisbol      | Nice UC                   |         |
| 1993 | Italia          | Nettuno Baseball Club     | Fortitudo Baseball         | C.A.D. Irabia Béisbol     |         |